# Kurt Christoph von Schwerin

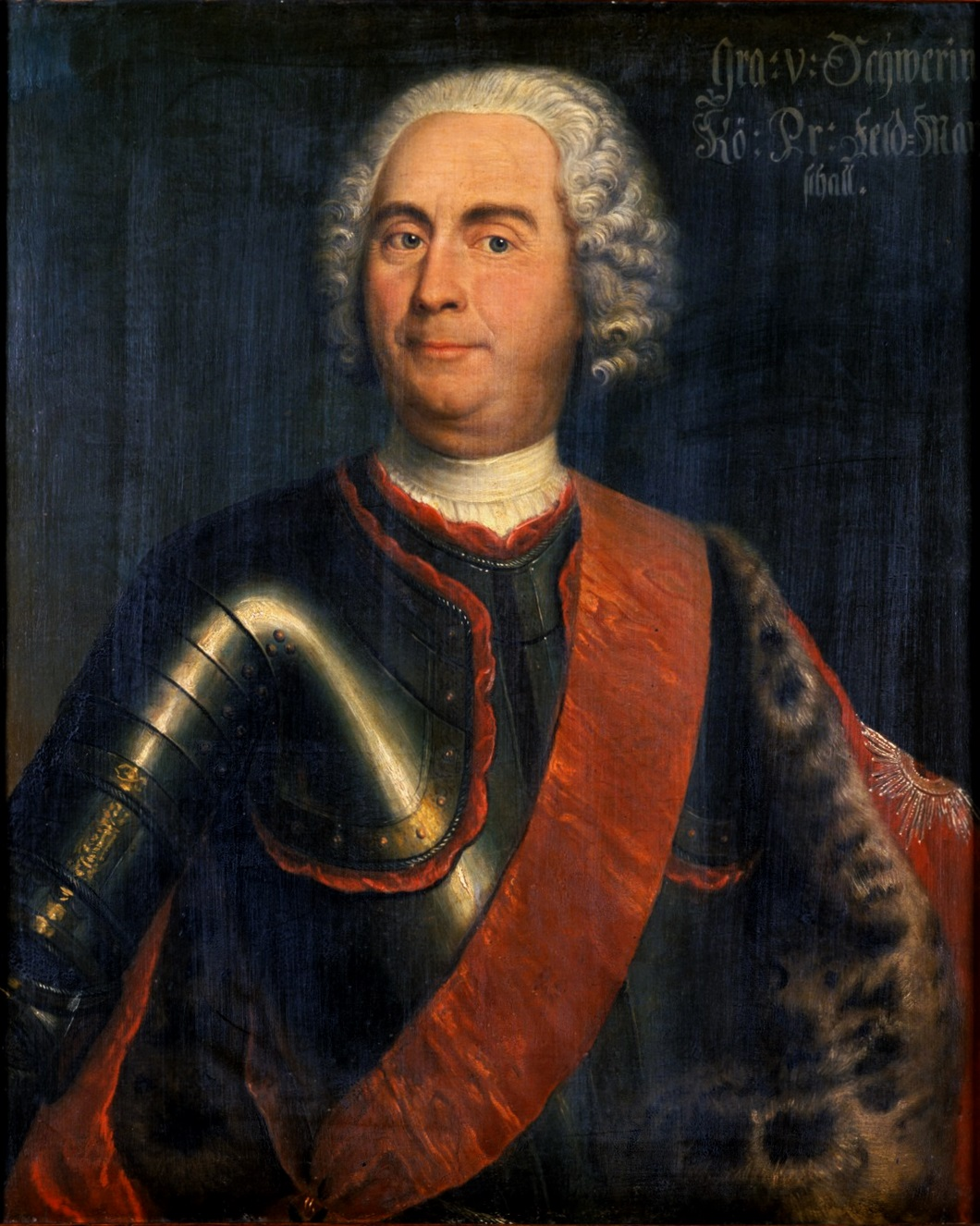
Porträt des Grafen Kurt Christoph von Schwerin, Gemälde von Bescheky, um 1740

Kurt Christoph von Schwerin, seit 1740 Graf von Schwerin (* 26. Oktober 1684 in Löwitz bei Anklam, Schwedisch-Pommern|; † 6. Mai 1757 bei Prag), war ein preußischer Generalfeldmarschall unter Friedrich dem Großen. Er kämpfte in den Schlesischen Kriegen und fiel in der Schlacht bei Prag. Schwerin gehört zu den bedeutendsten Feldherren seiner Zeit.

## Leben

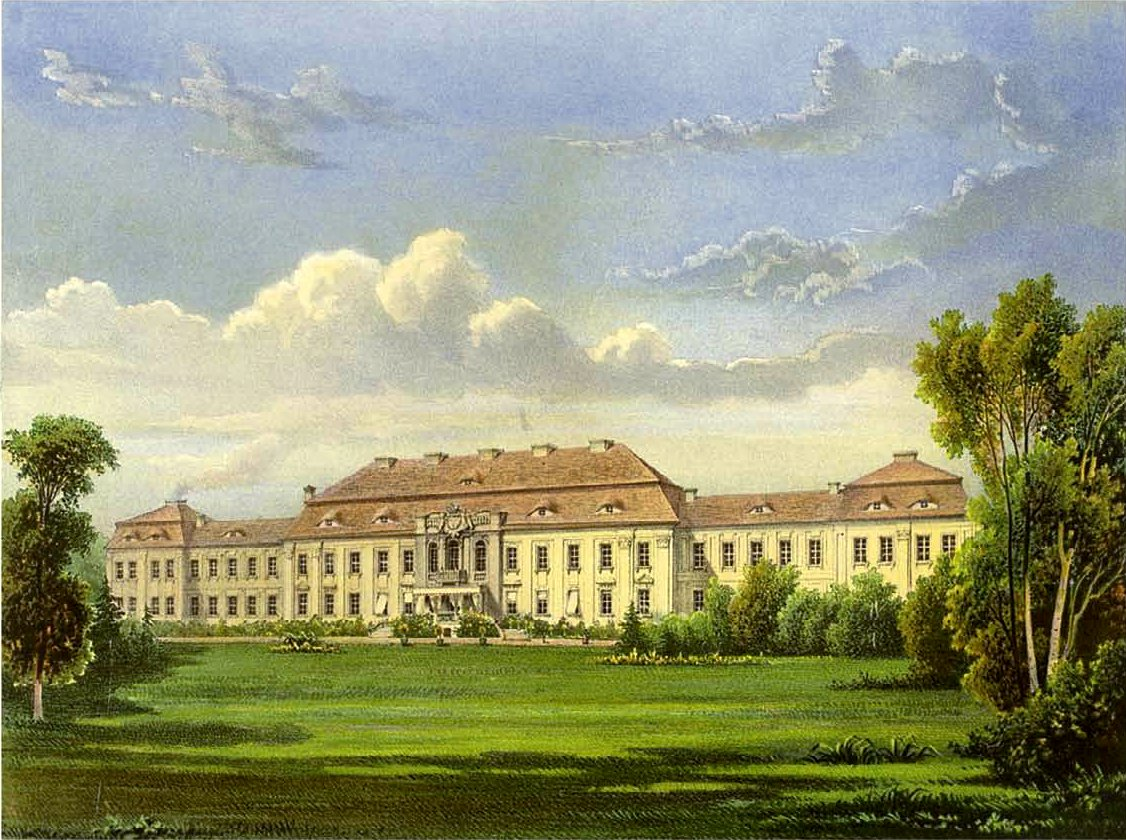
Schloss Schwerinsburg

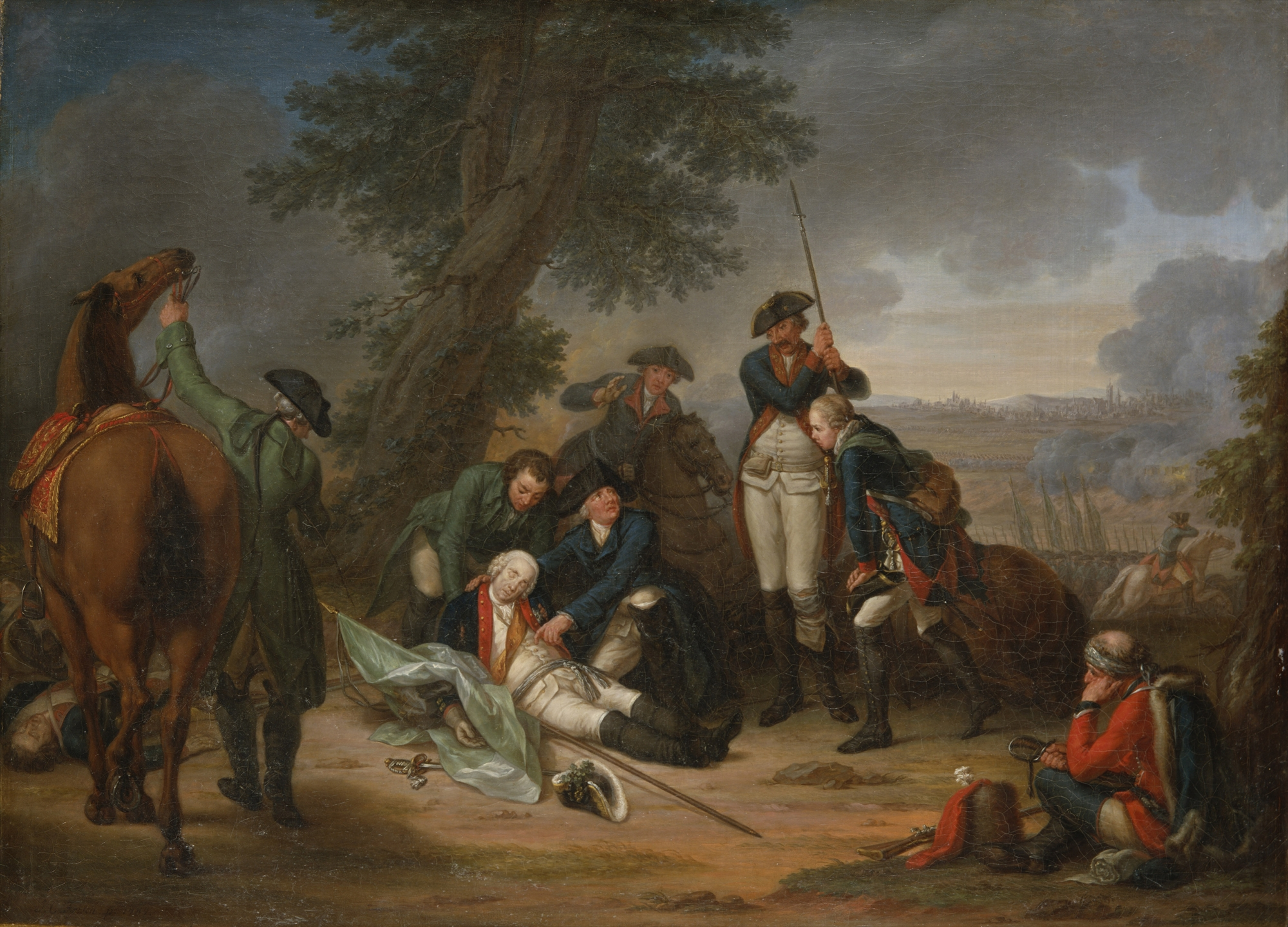
Tod des Feldmarschalls Schwerin in der Schlacht bei Prag, Gemälde von Johann Christoph Frisch

Seine Eltern waren Ulrich von Schwerin (1648–1697) und Anna Lucretia von Ramin (1653–1745). Der gebürtige Pommer Kurt (nach anderen Schreibweisen Curt oder Kurd) trat 1700 zunächst als Fähnrich in das Regiment seines Onkels, Generalleutnant Dettlof von Schwerin und in die Kompanie seines Bruders, des Oberstleutnants Bernd Detlof von Schwerin, ein. Dieses Regiment wurde 1701 mit Beginn des Spanischen Erbfolgekrieges in die Niederlande verlegt. Er diente in den Schlachten von Schellenberg und Höchstädt. 1703 wurde er zum Leutnant, 1705 zum Kapitän und Chef einer Kompanie und 1707 zum Oberstleutnant in der Armee des Herzogs Friedrich Wilhelm von Mecklenburg-Schwerin befördert.
Er hatte Kampfeinsätze in den Schlachten von Ramillies, von Malplaquet und, mit dem schwedischen Kommandeur Magnus Stenbock, bei Gadebusch. 1708 wurde er zum Oberst befördert. 1711 schickte man ihn in geheimer Mission zu König Karl XII. von Schweden nach Bender, wo er sich ein Jahr aufhielt. 1713 geriet er mit König Karl XII. in Bender in Gefangenschaft. Am 3. September 1718 wurde er von Herzog Friedrich Wilhelm von Mecklenburg-Schwerin zum Generalmajor befördert. Der Invasion der Hannoverschen Armee im Großen Nordischen Krieg am 6. März 1719 bei Walsmühlen in Mecklenburg trat er in einem brillanten Gefecht entgegen. Nach dem Gefecht beförderte ihn der Herzog am 8. März zum Generalleutnant.
Nachdem ein Teil der Güter Schwerins an Preußen gefallen war, trat er 1720 in die Dienste des preußischen Königs Friedrich Wilhelms I. Er wurde 1721 dessen Gesandter im Kurfürstentum Sachsen und 1722 im Königreich Polen. 1722 oder 1723 wurde er Inhaber des Regiments zu Fuß Schwendy (1806: No. 24), welches später zur Elite der preußischen Armee zählte. Schwerin war ein gebildeter und humaner Kavalier und damit als Kommandeur bewusst Gegenstück zum alten Dessauer und seinem unerbittlichen Drill.
1724 versuchte von Schwerin im preußischen Auftrag vergeblich, das Thorner Blutgericht gegen Protestanten zu verhindern. 1730 war er als Generalmajor Mitglied des Kriegsgerichts, das über Hans Hermann von Katte und den Kronprinzen wegen ihrer versuchten Flucht zu richten hatte. Im gleichen Jahr wurde er Gouverneur von Peitz. Der lebensfrohe, den Künsten und Wissenschaften zugetane Offizier war zwar eine Ausnahmeerscheinung im Heer des Soldatenkönigs, trotzdem beförderte dieser ihn 1731 zum Generalleutnant und schenkte ihm sein ganz besonderes Vertrauen in der Beratung aller militärischen Angelegenheiten.
Von 1720 bis 1733 ließ er in Cummerow bei Ducherow ein residenzartiges Herrenhaus errichten. König Friedrich Wilhelm I. ließ nach einem Besuch des Herrenhauses 1733 den Ort in Schwerinsburg umbenennen; das Herrenhaus wurde nun Schloss Schwerinsburg genannt. Im selben Jahr wurde Schwerin als kommandierender General bei der Durchsetzung der Reichsexekution in Mecklenburg eingesetzt. Am 8. März 1736 wurde ihm der Schwarze-Adler-Orden verliehen. 1739 stieg er zum General der Infanterie auf.
Friedrich II. ernannte ihn am 30. Juni 1740 zum Generalfeldmarschall und erhob ihn einen Monat später in den Grafenstand. Im Ersten Schlesischen Krieg gewann er am 10. April 1741 die Schlacht bei Mollwitz, nachdem Friedrich II. auf sein Anraten das Schlachtfeld verlassen hatte. Nach diesem Krieg war er Festungskommandant von Brieg und Neisse. Im Zweiten Schlesischen Krieg kommandierte er die von Glatz kommende Armee und hatte starken Anteil am Sieg bei und der Einnahme von Prag am 16. September 1744.
Schwerin starb 1757 in der Schlacht bei Prag zu Beginn des Siebenjährigen Krieges. Er führte den ersten Angriff des linken Flügels auf die Österreicher am Homole-Berg. Als sein eigenes Regiment durch heftiges feindliches Musketen- und Geschützfeuer zurückgedrängt wurde und in Unordnung geriet, sprengte Schwerin heran und riss dem Stabskapitän von Rohr die Fahne vom II. Bataillon aus der Hand, um mit ihr sein Regiment mit dem Ruf „Heran, meine Kinder, heran!“ wieder mit nach vorne zu reißen. Von mehreren Kugeln tödlich verletzt, stürzte er vom Pferd.

## Gedenken

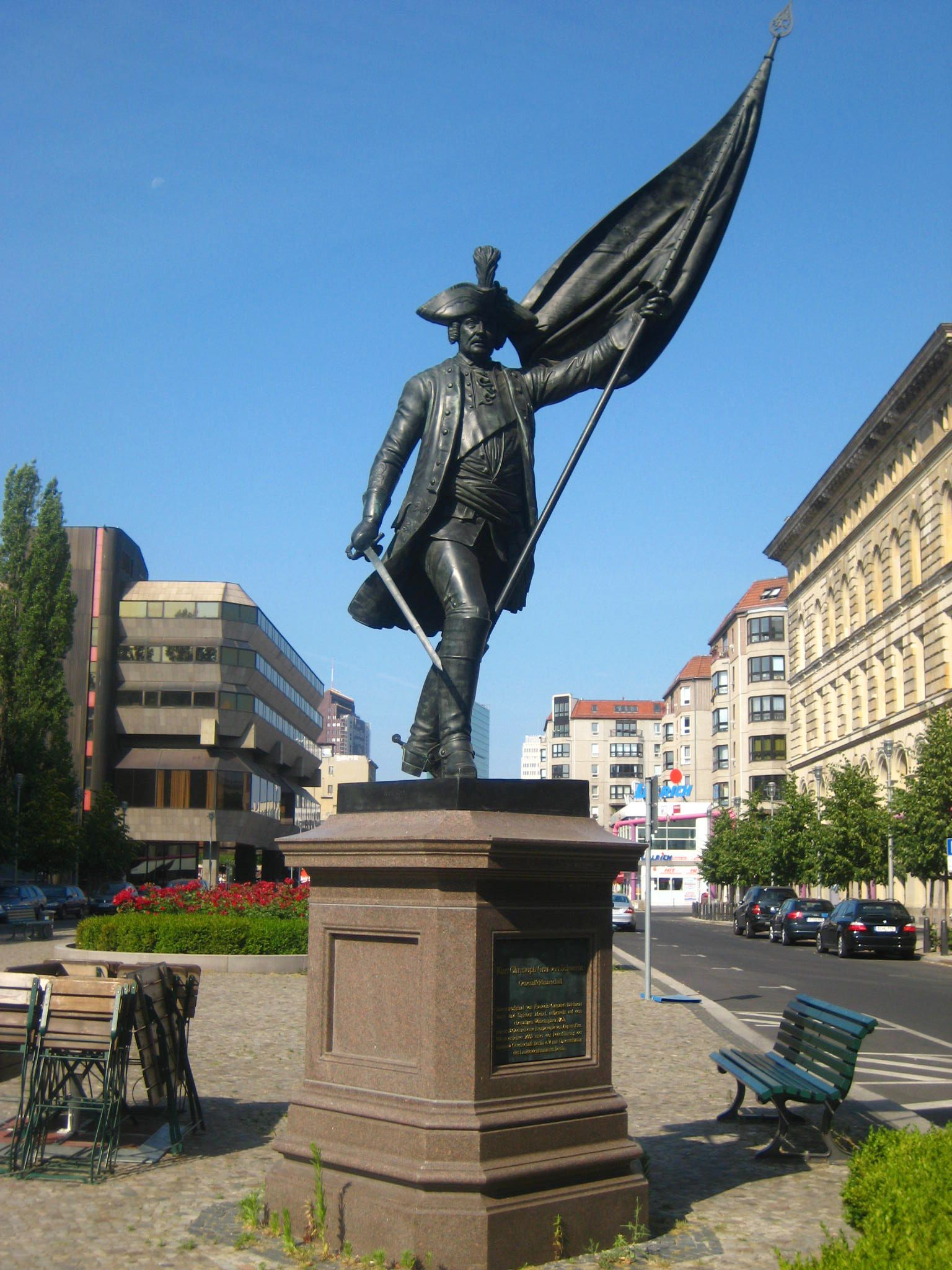
Schwerin-Standbild auf dem Zietenplatz (ursprünglich auf dem Wilhelmplatz), Berlin-Mitte

- Ein Standbild aus Sandstein geschaffen von dem Berliner Bildhauer Heinrich Bettkober für das Gut und Schloss Schwerinsburg; es steht heute als Leihgabe der Familie in der Eingangshalle des Deutschen Historischen Museums in Berlin.
- Friedrich der Große errichtete ihm ein Marmorstandbild in römischer Tracht auf dem Berliner Wilhelmplatz. Es wurde von François Gaspard Adam entworfen und von dessen Neffen Sigisbert Michel Adam (1728–1811) ausgeführt und 1769 aufgestellt. 1862 ersetzte es August Kiß durch eine in Bronze gegossene Neufassung in zeitgenössischem Kostüm. Nach 1945 eingelagert, fand es 2009 bei der Neuanlage des Zietenplatz in der Nähe des ursprünglichen Standorts seinen Platz. Die Statue der Adams ist um 1860 wegen Verwitterungsgefahr entfernt worden, kam zuerst ins Königliche Lagerhaus an der Klosterstraße, dann in die Kadettenanstalt in der Neuen Friedrichstraße, zog 1882 mit nach Lichterfelde in die neue Kadettenanstalt um, wurde 1904 auf einem neuen Sockel im Kleinen Treppenhaus des Kaiser-Friedrich-Museums aufgestellt, um 1944 im Museumskeller gesichert, 1986 restauriert und kam schließlich 1987 in das kleine Treppenhaus (Kuppelhalle) des nunmehrigen Bodemuseums zurück.[1]
- Ein Gedenkstein erinnerte an ihn auf dem Schlachtfeld Štěrboholy bei Prag. Dieses Denkmal wurde nach dem Zweiten Weltkrieg beseitigt.[2]
- Einen weiteren Gedenkstein gibt es an seinem Grab in Sarnower Ortsteil Wusseken (siehe Kirche Wusseken).
- Die Büste in der Ruhmeshalle des Berliner Zeughauses wurde von Bildhauer Prof. Julius Moser gefertigt (verschollen).
- Die Assistenzbüste Schwerins in der Denkmalgruppe 28 der Siegesallee, gefertigt von dem Bildhauer Joseph Uphues, befindet sich in der Zitadelle Spandau.
- Prinz Heinrich von Preußen widmete ihm eine Gedenktafel auf der Vorderseite seines Rheinsberger Obelisken.
- Schwerins Tod in der Schlacht bei Prag wurde in der Ballade General Schwerin von Georg Wilhelm Heinrich Häring sowie in zwei Gedichten von Theodor Fontane verewigt.
- Philipp Andreas Kilian fertigte einen Kupferstich mit dem Porträt des Kurt Christoph von Schwerin nach einem Bildnis des Berliner Malers Johann Georg Strantz an. Die Vorzeichnung zu diesem Kupferstich und ein Exemplar des ausgeführten Kupferstichs finden sich in der Staats- und Stadtbibliothek Augsburg unter den Signaturen: Graph 15/467 und Graph Kilian, Ph. And. 264.[3]

## Familie

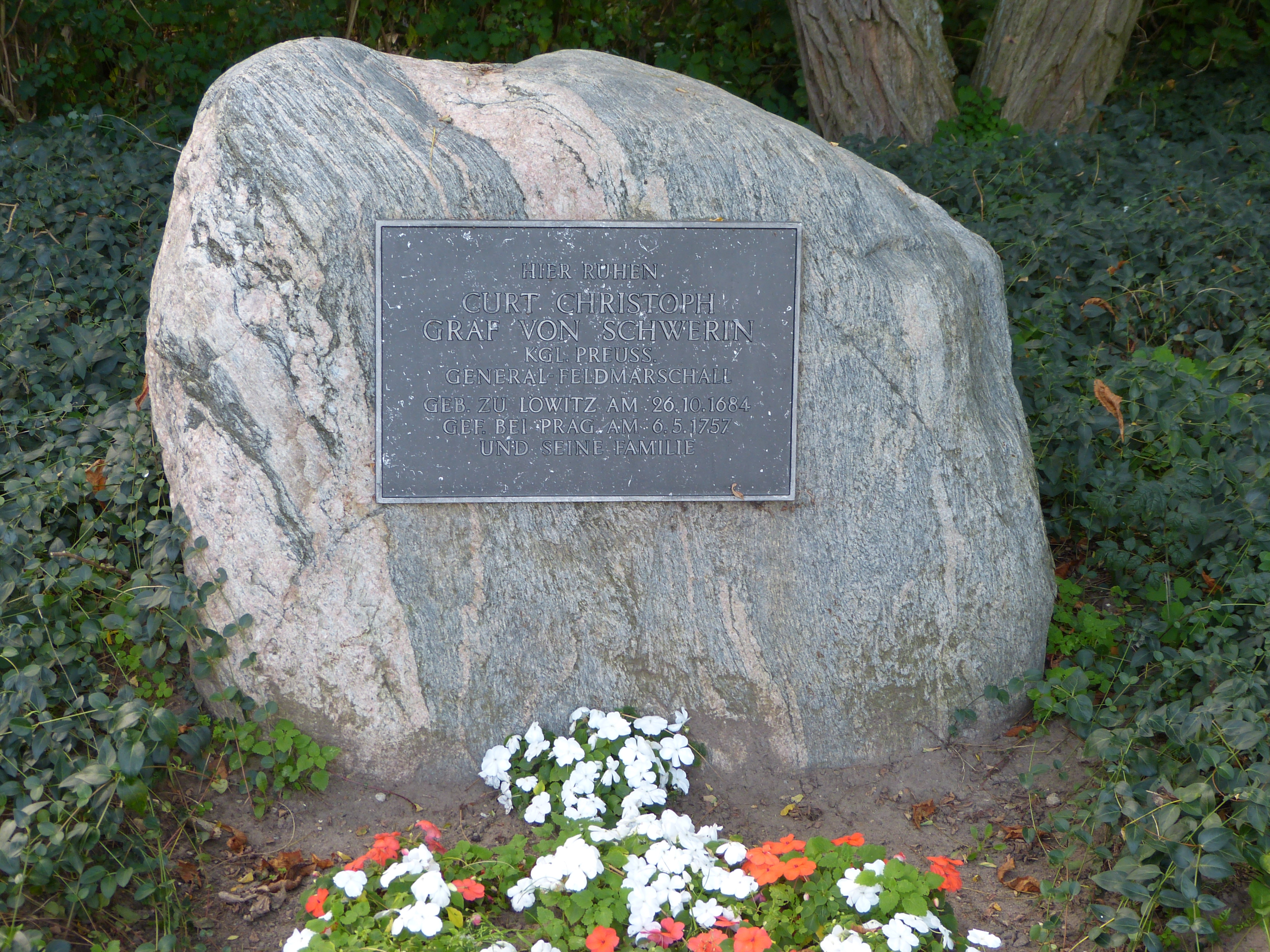
Grab Kurt Christoph von Schwerins in Wusseken

Er war zweimal verheiratet. Seine erste Frau war Freiin Ulrike Eleonore von Krassow (* 2. Mai 1693; † 30. Juni 1754), Tochter des Ernst Detlof von Krassow. Das Paar heiratete am 15. Juli 1708 und hatte folgende Kinder:
- Hans Dettlof (* 26. April 1711; † 7. April 1715)
- Sophie Charlotte (* 19. November 1712; † 8. April 1715)
- Carl Leopold (* 27. Februar 1715; † 27. Februar 1716)

Seine zweite Frau war Philippine Sophie Louise von Wakenitz (* 19. März 1696; † 14. Februar 1778). Die Heirat erfolgte am 20. Oktober 1754, kurz nach dem Tode von Kurt Christophs erster Ehefrau, wodurch die beiden vorehelichen Kinder des Paares legitimiert wurden:
- Karolina Magdalena Wesenberg (1717–1780) ⚭ 1735 Johann Christoph von Calbo († 1776) -deren Sohn war Friedrich Bogislaw von Calbo, Major im Regiment Beeren[4]
- Christine Charlotte (* um 1721; † 6. Juli 1789) ⚭ Christoph Adam von Stedingk (1715–1791),[5] preußischer Major und Eltern des schwedischen Generalfeldmarschalls Curt von Stedingk